# Sportverein Viktoria 01 Aschaffenburg 2012-2013
Questa voce raccoglie le informazioni riguardanti lo Sportverein Viktoria 01 Aschaffenburg nelle competizioni ufficiali della stagione 2012-2013.

## Stagione
Nella stagione 2012-2013 il Viktoria Aschaffenburg, allenato da Antonio Abbruzzese e Werner Dreßel, concluse il campionato di Regionalliga Baviera al 15º posto.

## Rosa
| N. |                     | Ruolo | Calciatore            |
| -- | ------------------- | ----- | --------------------- |
| 1  | Germania (bandiera) | P     | Maximilian Hinterkopf |
| 2  | Germania (bandiera) | C     | Mario Sternheimer     |
| 3  | Germania (bandiera) | D     | Florian Haith         |
| 4  | Germania (bandiera) | D     | Markus Brüdigam       |
| 5  | Germania (bandiera) | C     | Matthias Bienek       |
| 6  | Germania (bandiera) | D     | Michael Ulbricht      |
| 6  | Germania (bandiera) | C     | Roberto Desch         |
| 7  | Germania (bandiera) | C     | Steffen Bachmann      |
| 8  | Germania (bandiera) | D     | Markus Wosiek         |
| 10 | Italia (bandiera)   | A     | Giulio Fiordellisi    |
| 11 | Germania (bandiera) | D     | Matthias Fries        |
| 13 | Germania (bandiera) | C     | Markus Horr           |
| 14 | Germania (bandiera) | D     | Fnan Tewelde          |
| 15 | Grecia (bandiera)   | C     | Nikolaos Koukalias    |

| N. |                                 | Ruolo | Calciatore          |
| -- | ------------------------------- | ----- | ------------------- |
| 16 | Germania (bandiera)             | D     | Simon Schmidt       |
| 17 | Italia (bandiera)               | C     | Marcello Fiorentini |
| 18 | Bosnia ed Erzegovina (bandiera) | A     | Adnan Murtic        |
| 19 | Germania (bandiera)             | D     | Philipp Hörst       |
| 20 | Germania (bandiera)             | A     | Horst Russ          |
| 21 | Germania (bandiera)             | D     | Daniel Cheron       |
| 23 | Giappone (bandiera)             | C     | Yuta Kawachi        |
| 24 | Germania (bandiera)             | C     | Patrick Amrhein     |
| 26 | Germania (bandiera)             | P     | Ricardo Döbert      |
|    | Germania (bandiera)             | D     | Christoph Kaesler   |
|    | Germania (bandiera)             | D     | Denis Löhr          |
|    | Germania (bandiera)             | A     | Christian Breunig   |
|    | Germania (bandiera)             | A     | Peter Sprung        |

## Organigramma societario
Area tecnica
- Allenatore: Antonio Abbruzzese
- Allenatore in seconda:
- Preparatore dei portieri: Eric Rasp
- Preparatori atletici:
- Analisi video:

## Calciomercato

### Sessione estiva
| Acquisti | Acquisti            | Acquisti                  | Acquisti |
| R.       | Nome                | da                        | Modalità |
| -------- | ------------------- | ------------------------- | -------- |
| C        | Zubayr Amiri        | Bayern Alzenau            |          |
| C        | Patrick Amrhein     | Bayern Alzenau            |          |
| P        | Arturo              | Bayern Alzenau            |          |
| A        | Gianluca Asta       | Eintracht Francoforte U19 |          |
| D        | Markus Brüdigam     | Darmstadt                 |          |
| C        | Marcello Fiorentini | Newcastle Jets            |          |
| D        | Philipp Hörst       | Kickers Offenbach II      |          |
| C        | Murat Sejdovic      | Travnik                   |          |
| D        | Fnan Tewelde        | Eschborn                  |          |
| D        | Michael Ulbricht    | Darmstadt II              |          |

| Cessioni | Cessioni       | Cessioni            | Cessioni |
| R.       | Nome           | a                   | Modalità |
| -------- | -------------- | ------------------- | -------- |
| D        | Luigi Campagna | Olympique Saumur    |          |
| C        | Joseph Mensah  | Kickers Würzburg    |          |
| C        | Zubayr Amiri   | Bayern Alzenau      |          |
| P        | Arturo         | SG Bad Soden        |          |
| D        | T.Jäger        | SG Bad Soden        |          |
| A        | Isaac Ojigwe   | VfB Unterliederbach |          |
| D        | Mirko Dimter   | Wiesbaden           |          |
| C        | Nicolai Ermert | Germania Ober-Roden |          |
| C        | Paul Heinrich  | SV Erlenbach        |          |
| D        | Stephan Krug   | SV Erlenbach        |          |
| P        | Igor Luketić   | Coblenza II         |          |
| C        | Marius Trippel | SV Erlenbach        |          |

### Sessione invernale
| Acquisti | Acquisti          | Acquisti          | Acquisti |
| R.       | Nome              | da                | Modalità |
| -------- | ----------------- | ----------------- | -------- |
| D        | Christoph Kaesler | Eupen             |          |
| A        | Christian Breunig | Bayern Alzenau    |          |
| A        | Peter Sprung      | Kickers Stoccarda |          |

| Cessioni | Cessioni           | Cessioni           | Cessioni |
| R.       | Nome               | a                  | Modalità |
| -------- | ------------------ | ------------------ | -------- |
| A        | Gianluca Asta      | 1. FC 04 Darmstadt |          |
| C        | Murat Sejdovic     | Coblenza           |          |
| A        | Niklas Kallina     | Alemannia Haibach  |          |
| D        | Sebastian Saufhaus | TSV Meerbusch      |          |

## Risultati

### Regionalliga

#### Girone di andata
| Arbitro: | Pflaum |

|                                |           |  |
| Fiorentini 16’ Fiordellisi 80’ | Marcatori |  |

| Arbitro: | Zacher |

|                                                    |           |  |
| Rosinger 25’, 39’, 45’ (rig.), 57’ (rig.) Wolf 50’ | Marcatori |  |

| Arbitro: | Dietz |

|  |           |                           |
|  | Marcatori | 21’, 87’ Bieber 90’ Desić |

| Arbitro: | Badstübner |

|                            |           |                |
| Fiordellisi 44’ Cheron 45’ | Marcatori | 84’ (rig.) Löw |

| Arbitro: | Solter |

|                       |           |  |
| Fries 53’ Tewelde 85’ | Marcatori |  |

| Arbitro: | Hertlein |

|              |           |             |
| Neumeyer 61’ | Marcatori | 25’ Amrhein |

| Arbitro: | Hanslbauer |

|                    |           |                                 |
| Amrhein 82’ (rig.) | Marcatori | 29’ Jais 52’ Ziereis 90’ Karger |

| Arbitro: | Kornblum |

|                              |           |                                    |
| Günther 70’ Mirschberger 77’ | Marcatori | 51’ Fiorentini 55’ Mensah 79’ Horr |

| Arbitro: | Berg |

|  |           |                     |
|  | Marcatori | 63’ Tastan 69’ Hack |

| Arbitro: | Söder |

|                                       |           |                 |
| Lappe 7’ Berger 16’ Müller 40’ (rig.) | Marcatori | 58’ Sternheimer |

| Arbitro: | Färber |

|  |           |                 |
|  | Marcatori | 43’ Majdancevic |

| Arbitro: | Hoffmann |

|                               |           |                       |
| Klement 22’ Mintál 79’ (rig.) | Marcatori | 31’ (rig.) Fiorentini |

| Arbitro: | Schwarzmann |

|                                                          |           |                   |
| Petrovic 7’ (aut.) Horr 16’ Fiordellisi 49’ Bachmann 85’ | Marcatori | 53’ Behr 71’ Denk |

| Arbitro: | Beretic |

|              |           |                                         |
| Scheller 65’ | Marcatori | 9’, 12’, 86’ Fiordellisi 72’ Fiorentini |

| Arbitro: | Dietz |

|                                                      |           |  |
| Bachmann 25’ Fiordellisi 54’ Koukalias 56’ Fries 70’ | Marcatori |  |

| Arbitro: | Völk |

|  |           |                                                                 |
|  | Marcatori | 45’ Weihrauch 55’ Schöpf 68’ Schweinsteiger 84’, 90’ (rig.) Can |

| Arbitro: | Pflaum |

|             |           |           |
| Tewelde 65’ | Marcatori | 33’ Fries |

| Arbitro: | Darandik |

|                                             |           |            |
| Akbulut 36’ Azemi 64’, 76’ Klaus 90’ (rig.) | Marcatori | 72’ Murtic |

| Arbitro: | Cortus |

|                                             |           |            |
| Schmidt 19’ Cheron 58’ Fiordellisi 62’, 78’ | Marcatori | 86’ Morina |

#### Girone di ritorno
| Arbitro: | Huber |

|                                                  |           |  |
| Schneider 19’ Schneider 24’ Lutz 64’ Fischer 77’ | Marcatori |  |

| Arbitro: | Pflaum |

|                      |           |              |
| Sprung 54’, 68’, 70’ | Marcatori | 50’ Kalender |

| Arbitro: | Berg |

|           |           |                 |
| Borba 57’ | Marcatori | 50’ Fiordellisi |

| Arbitro: | Söder |

|                                                                |           |  |
| Nebel 20’ Müller 25’ Nebihi 36’ (rig.), 45’ (rig.) Rudolph 80’ | Marcatori |  |

| Hof 9 aprile 2013, ore 18:00 CEST 24ª giornata | Bayern Hof | 0 – 0 referto | Vikt. Aschaffenburg | Stadion Grüne Au (470 spett.)\| Arbitro: \| Badstübner \| |
| Arbitro:                                       | Badstübner |               |                     |                                                           |

| Arbitro: | Badstübner |

|                |           |              |
| Fiorentini 53’ | Marcatori | 45’ Neumeyer |

| Arbitro: | Hoffmann |

|             |           |  |
| Ziereis 47’ | Marcatori |  |

| Arbitro: | Treiber |

|            |           |  |
| Sprung 11’ | Marcatori |  |

| Arbitro: | Valentin |

|           |           |  |
| Heger 56’ | Marcatori |  |

| Arbitro: | Schieder |

|                         |           |                         |
| Murtic 48’ Brüdigam 73’ | Marcatori | 1’ Herzel 77’ Mandelkow |

| Arbitro: | Diesenreither |

|                                                |           |  |
| Birner 29’ Majdancevic 51’, 90’ Einsiedler 68’ | Marcatori |  |

| Arbitro: | Hartmeier |

|  |           |                     |
|  | Marcatori | 45’, 74’, 81’ Čolak |

| Arbitro: | Hanslbauer |

|              |           |  |
| Neubauer 35’ | Marcatori |  |

| Arbitro: | Grimmeißen |

|  |           |                        |
|  | Marcatori | 7’ Özdemir 28’ Schmitt |

| Arbitro: | Ostheimer |

|            |           |  |
| Pickel 55’ | Marcatori |  |

| Arbitro: | Heiß |

|                                                   |           |  |
| Højbjerg 21’ Duhnke 39’ Hürzeler 55’ Pangallo 85’ | Marcatori |  |

| Arbitro: | Dietz |

|  |           |                 |
|  | Marcatori | 17’, 67’ Sprung |

| Arbitro: | Hoffmann |

|                                      |           |  |
| Sprung 3’, 74’ Fiorentini 45’ (rig.) | Marcatori |  |

| Arbitro: | Zacher |

|                                              |           |            |
| Hahn 44’ (rig.) Lux 60’ Hindelang 90’ (rig.) | Marcatori | 31’ Cheron |

## Statistiche

### Statistiche di squadra
| Competizione         | Punti | In casa | In casa | In casa | In casa | In casa | In casa | In trasferta | In trasferta | In trasferta | In trasferta | In trasferta | In trasferta | Totale | Totale | Totale | Totale | Totale | Totale | DR  |
| Competizione         | Punti | G       | V       | N       | P       | Gf      | Gs      | G            | V            | N            | P            | Gf           | Gs           | G      | V      | N      | P      | Gf     | Gs     | DR  |
| -------------------- | ----- | ------- | ------- | ------- | ------- | ------- | ------- | ------------ | ------------ | ------------ | ------------ | ------------ | ------------ | ------ | ------ | ------ | ------ | ------ | ------ | --- |
| Regionalliga Baviera | 42    | 19      | 9       | 3       | 7       | 30      | 28      | 19           | 3            | 3            | 13           | 15           | 43           | 38     | 12     | 6      | 20     | 45     | 71     | -26 |
| Totale               | 42    | 19      | 9       | 3       | 7       | 30      | 28      | 19           | 3            | 3            | 13           | 15           | 43           | 38     | 12     | 6      | 20     | 45     | 71     | -26 |

### Andamento in campionato
| Giornata  | 1 | 2  | 3  | 4  | 5 | 6 | 7 | 8 | 9  | 10 | 11 | 12 | 13 | 14 | 15 | 16 | 17 | 18 | 19 | 20 | 21 | 22 | 23 | 24 | 25 | 26 | 27 | 28 | 29 | 30 | 31 | 32 | 33 | 34 | 35 | 36 | 37 | 38 |
| --------- | - | -- | -- | -- | - | - | - | - | -- | -- | -- | -- | -- | -- | -- | -- | -- | -- | -- | -- | -- | -- | -- | -- | -- | -- | -- | -- | -- | -- | -- | -- | -- | -- | -- | -- | -- | -- |
| Luogo     | C | T  | C  | C  | C | T | C | T | C  | T  | C  | T  | C  | T  | C  | C  | C  | T  | C  | T  | C  | T  | T  | T  | C  | T  | C  | T  | C  | T  | C  | T  | C  | T  | T  | T  | C  | T  |
| Risultato | V | P  | P  | V  | V | N | P | V | P  | P  | P  | P  | V  | V  | V  | P  | N  | P  | V  | P  | V  | N  | P  | N  | N  | P  | V  | P  | N  | P  | P  | P  | P  | P  | P  | V  | V  | P  |
| Posizione | 3 | 10 | 17 | 10 | 5 | 6 | 9 | 8 | 11 | 13 | 16 | 17 | 14 | 12 | 9  | 12 | 11 | 13 | 12 | 14 | 14 | 13 | 14 | 15 | 15 | 15 | 13 | 13 | 14 | 14 | 14 | 14 | 15 | 16 | 17 | 17 | 15 | 15 |

Legenda:

Luogo: C = Casa; T = Trasferta. Risultato: V = Vittoria; N = Pareggio; P = Sconfitta.

### Statistiche dei giocatori
| Z. Amiri       | 4  | 0  | 0 | 0 |
| P. Amrhein     | 21 | 2  | 5 | 0 |
| S. Bachmann    | 24 | 2  | 0 | 0 |
| M. Bienek      | 1  | 0  | 0 | 0 |
| C. Breunig     | 5  | 0  | 0 | 0 |
| M. Brüdigam    | 32 | 1  | 5 | 0 |
| D. Cheron      | 28 | 3  | 9 | 0 |
| R. Desch       | 1  | 0  | 0 | 0 |
| R. Döbert      | 26 | 0  | 2 | 1 |
| G. Fiordellisi | 37 | 10 | 5 | 0 |
| M. Fiorentini  | 31 | 6  | 3 | 0 |
| M. Fries       | 33 | 2  | 5 | 0 |
| F. Haith       | 8  | 0  | 0 | 0 |
| M. Hinterkopf  | 14 | 0  | 1 | 0 |
| M. Horr        | 17 | 2  | 6 | 0 |
| P. Hörst       | 8  | 0  | 0 | 0 |
| C. Kaesler     | 9  | 0  | 2 | 0 |
| Y. Kawachi     | 2  | 0  | 0 | 0 |
| N. Koukalias   | 22 | 1  | 1 | 0 |
| D. Löhr        | 5  | 0  | 3 | 0 |
| J. Mensah      | 9  | 1  | 1 | 0 |
| A. Murtic      | 28 | 2  | 4 | 0 |
| H. Russ        | 1  | 0  | 0 | 0 |
| S. Saufhaus    | 9  | 0  | 3 | 0 |
| S. Schmidt     | 38 | 1  | 2 | 0 |
| M. Sejdovic    | 9  | 0  | 1 | 1 |
| P. Sprung      | 14 | 8  | 3 | 0 |
| M. Sternheimer | 26 | 1  | 5 | 0 |
| F. Tewelde     | 20 | 2  | 2 | 0 |
| M. Ulbricht    | 17 | 0  | 6 | 1 |
| M. Wosiek      | 26 | 0  | 2 | 0 |